# Глубокинский сельсовет (Курганская область)
Глубокинский сельсовет — административно-территориальная единица и сельское поселение в Шадринском районе Курганской области Российской Федерации.
Административный центр — село Глубокое.
С 23 декабря 2021 года Законом Курганской области от 10.12.2021 № 140 муниципальный район был преобразован в муниципальный округ, в административном районе упразднён сельсовет.

## История
Статус и границы сельского поселения установлены Законом Курганской области от 4 ноября 2004 года № 732 «Об установлении границ муниципального образования Глубокинского сельсовета, входящего в состав муниципального образования Шадринского района».

## Население
| 1989 | 2002 | 2004 | 2010 | 2012 | 2013 | 2014 |
| ---- | ---- | ---- | ---- | ---- | ---- | ---- |
| 699  | ↘619 | ↗639 | ↘567 | ↗580 | ↘571 | →571 |
| 2015 | 2016 | 2017 | 2018 | 2019 | 2020 |      |
| ↘523 | ↘436 | ↘428 | ↗429 | ↘404 | ↗406 |      |

## Состав сельского поселения
| № | Населённый пункт | Тип населённого пункта       | Население |
| - | ---------------- | ---------------------------- | --------- |
| 1 | Глубокое         | село, административный центр | ↘526      |
| 2 | Медвежье         | деревня                      | ↘41       |